# Jenkina articulata
Jenkina articulata is een sponssoort in de taxonomische indeling van de kalksponzen (Calcarea). De spons leeft in de zee en zijn steencel bestaat uit calciumcarbonaat.
De spons behoort tot het geslacht Jenkina en behoort tot de familie Jenkinidae. De wetenschappelijke naam van de soort werd voor het eerst geldig gepubliceerd in 1931 door Brøndsted.